# 奥比利奇市镇
奥比利奇市镇（羅馬化：Opština Obilić），是科索沃普里什蒂納區的一个市镇，行政中心为奧比利奇。市镇面积为105平方公里，人口数量为21,549人（2011年）。